# Tsentraluri stadioni Batumi
Tsentraluri stadioni Batumi (georgiska: ცენტრალური სტადიონი ბათუმი) var en stadion i staden Batumi i Adzjarien i Georgien. Ursprungligen tog den in 15 000 åskådare, men efter att ha renoverats tog den som mest in 4 000 åskådare dess senare år. Den var den största i Batumi, där den näst största var Adeli Batumis hemmaarena Adelis stadioni. Dinamo Batumi har sedan rivningen av stadion även hållit till vid Adelis stadioni. Stadion stängde år 2006 för att ge plats år bland annat ett hotell.